# Matthias Mack
Matthias Mack (* 1973 in Zittau) ist ein deutscher Autor.
Er absolvierte eine Ausbildung zum Krankenpfleger und arbeitete mehrere Jahre auf einer Intensivstation. Seit 2009 arbeitet er als Trainer bei reSOURCE Dresden.
2012 schrieb er seine Masterarbeit mit dem Titel Eine empirische Untersuchung über die Leitungspraxis in den Brüder-Gemeinden im BEFG der DDR in den Jahren 1974–1989. Er hat ebenfalls einen Bachelor in Soziale Arbeit.
Mack ist Geschäftsführender Bildungsreferent in der Landesfachstelle Männerarbeit Sachsen.
Matthias Mack ist verheiratet, hat vier Kinder und lebt in Pirna.

## Veröffentlichungen (Auswahl)
- Eine empirische Untersuchung über die Leitungspraxis in den Brüder-Gemeinden im Bund evangelisch-freikirchlicher Gemeinden in der Deutschen Demokratischen Republik in den Jahren 1974 bis 1989. (pdf, 1,4 MB) Universität von Südafrika, November 2012.
- Mühlrose / Miłoraz. jota-Publikationen, 2013.
- Brüdergemeinden in der DDR. jota-Publikationen, 2013, ISBN 978-3-935707-75-6.
- Das Geheimnis meines Vaters. concepcion SEIDEL, 2014, ISBN 978-3-86716-108-4.
- Der Fluch der Liebe. concepcion SEIDEL, 2015, ISBN 978-3-86716-118-3.
- Sehnsucht nach der Heimat. concepcion SEIDEL, 2016, ISBN 978-3-86716-132-9.